# Dave Hildinger
David „Dave“ Hildinger (* 19. November 1928 in Ann Arbor; † 29. März 2020) war ein amerikanischer Jazzmusiker (Piano, Vibraphon, Perkussion, Arrangement), Orchesterleiter und Filmkomponist.

## Leben und Wirken
Hildinger studierte bis 1951 an der University of Michigan. Während seiner Militärzeit leitete er im Koreakrieg die 8th Army Dance Band. Dann studierte er an der Manhattan School of Music; daneben spielte er im Sauter-Finegan Orchestra, um dann bei Charlie Ventura (mit dem er auch 1977 aufnahm) und Louis Prima tätig zu sein. Eddie Sauter nahm Hildinger 1957 als Perkussionisten, Pianisten und Arrangeur mit nach Baden-Baden zum SWF-Tanzorchester. 1960 war er als Vibraphonist an der Produktion Cool Velvet and Strings von Stan Getz beteiligt. Ab diesem Jahr arbeitete er für Erwin Lehn, schrieb aber auch Musik für Fernsehfilme und -serien, wie Fernfahrer. Drei Jahre lang, von 1967 bis 1969, leitete er das RIAS Tanzorchester; dann kehrte er in die Vereinigten Staaten zurück. Mit Sperie Karas nahm er mit dem Karas-Hildinger Orchestra auf. Später lehrte er an der University of Ottawa und spielte in der dortigen Jazzszene.

## Lexikalische Einträge
- Jürgen Wölfer: Jazz in Deutschland. Das Lexikon. Alle Musiker und Plattenfirmen von 1920 bis heute. Hannibal, Höfen 2008, ISBN 978-3-85445-274-4.